# Pegoscapus bacataensis
Pegoscapus bacataensis is een vliesvleugelig insect uit de familie vijgenwespen (Agaonidae). De wetenschappelijke naam is voor het eerst geldig gepubliceerd in 2008 door Jansen & Sarmiento.